# Eodendrus hoabinicus
Eodendrus hoabinicus är en stekelart som beskrevs av Sergey A. Belokobylskij och Long 2005. Eodendrus hoabinicus ingår i släktet Eodendrus och familjen bracksteklar. Inga underarter finns listade i Catalogue of Life.